# Rață de ghețuri
Rața de ghețuri (Clangula hyemalis) sau rața cu coadă lungă este o rață de mare de mărime medie care se reproduce în regiunile de tundra și taiga ale Arcticii și iernează de-a lungul coastelor nordice ale oceanelor Atlantic și Pacific. Este singurul membru al genului Clangula. Specia este considerată a fi în declin relativ la nivel global și este clasificată ca vulnerabilă de către IUCN.

## Taxonomie
Rața de ghețuri a fost descrisă oficial de naturalistul suedez Carl Linnaeus în 1758, în cea de-a zecea ediție a lucrării sale Systema Naturae. El a plasat-o alături de toate celelalte rațe din genul Anas și a inventat numele binomial Anas hyemalis. Linnaeus a citat descrierea și ilustrația naturalistului englez George Edwards a „raței cu coada lungă din Hudson's-Bay”, care fusese publicată în 1750 în cel de-al treilea volum al său A Natural History of Uncommon Birds.
Această rață este în prezent singura specie încadrată în genul Clangula; genul a fost introdus în 1819 de zoologul englez William Leach pentru a găzdui rața de ghețuri. Numele genului Clangula este un diminutiv al latinescului clangere, care înseamnă „a răsuna”. Epitetul specific hyemalis, tot latin, înseamnă „de iarnă”. Specia este considerată monotipă – nu sunt recunoscute subspecii.

## Galerie

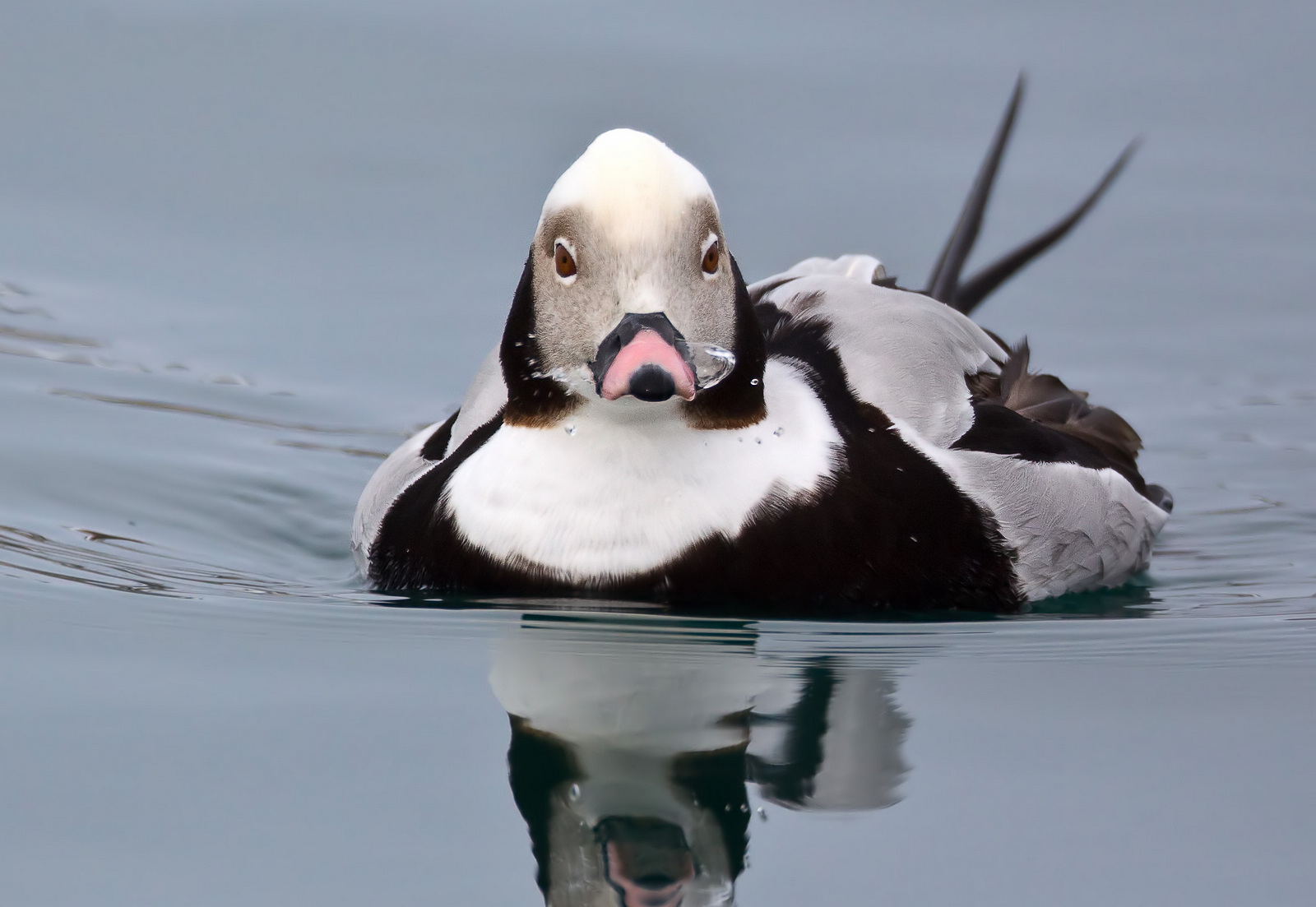
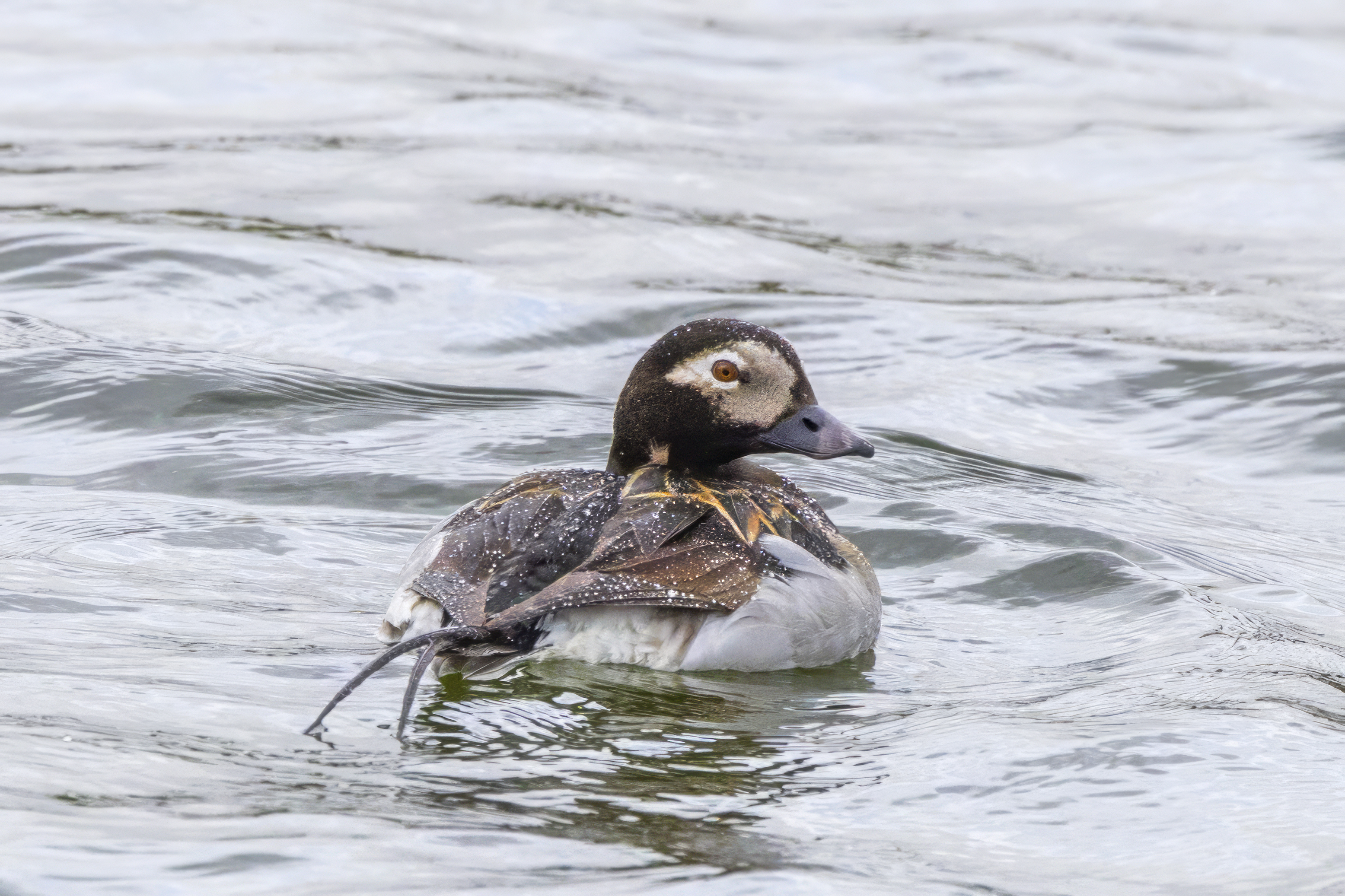
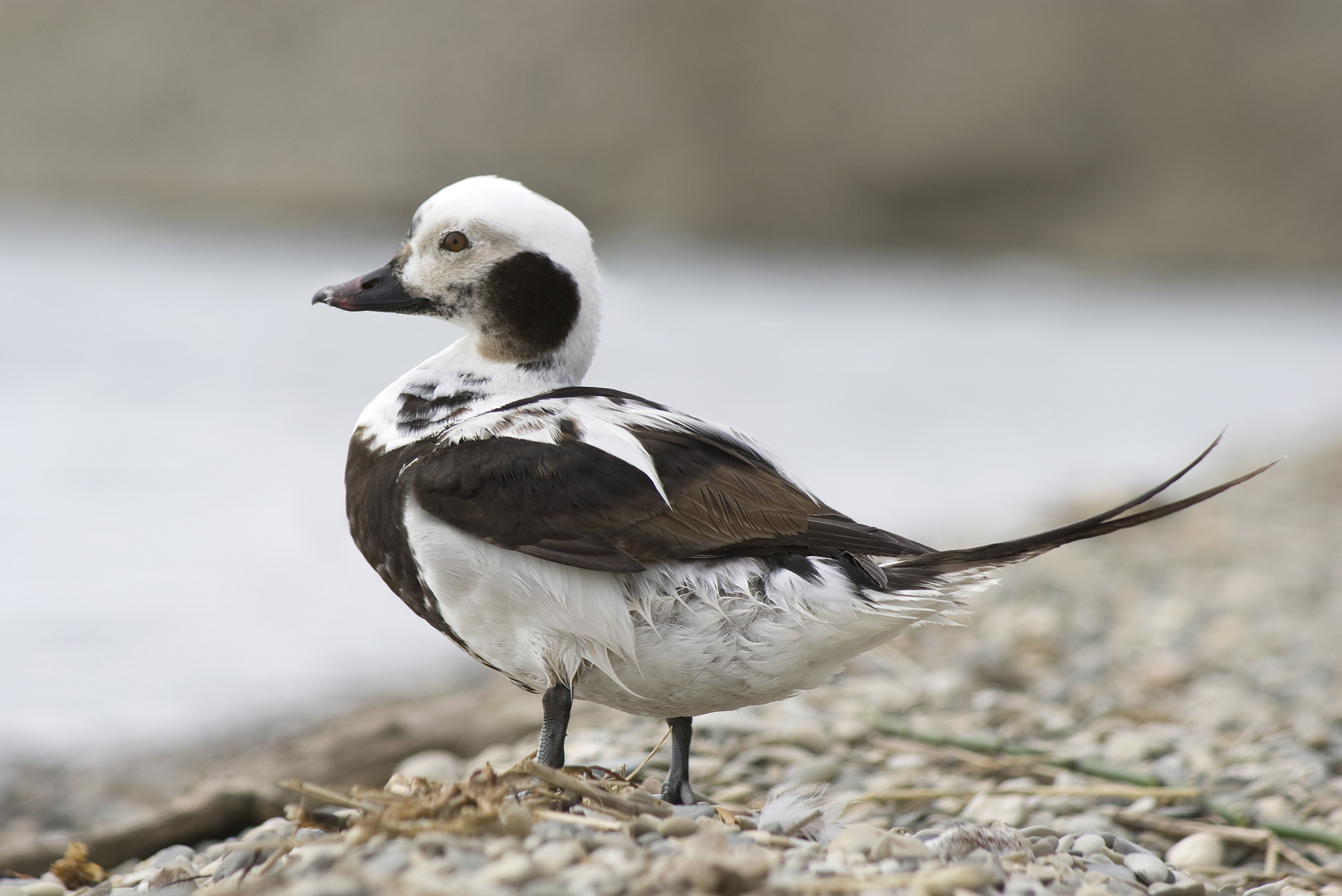
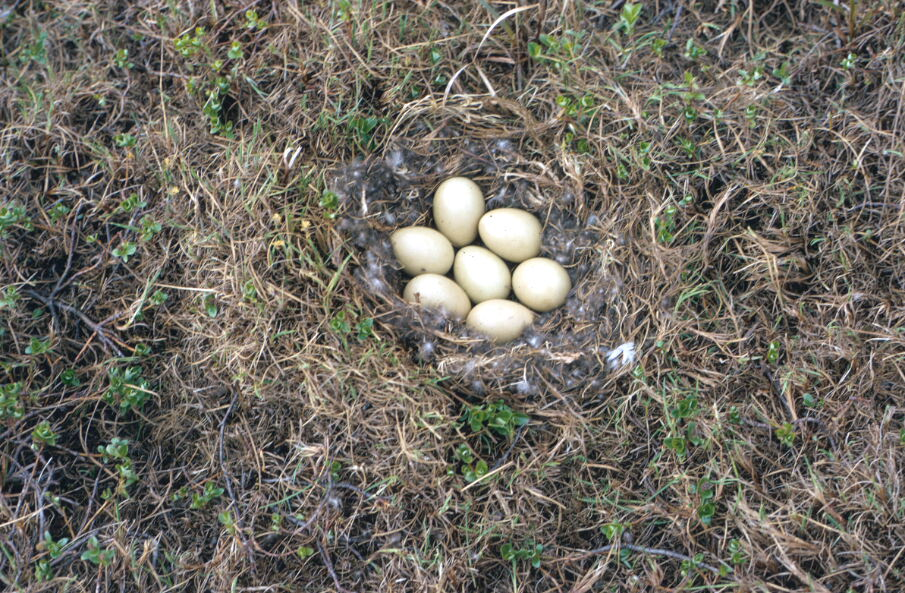
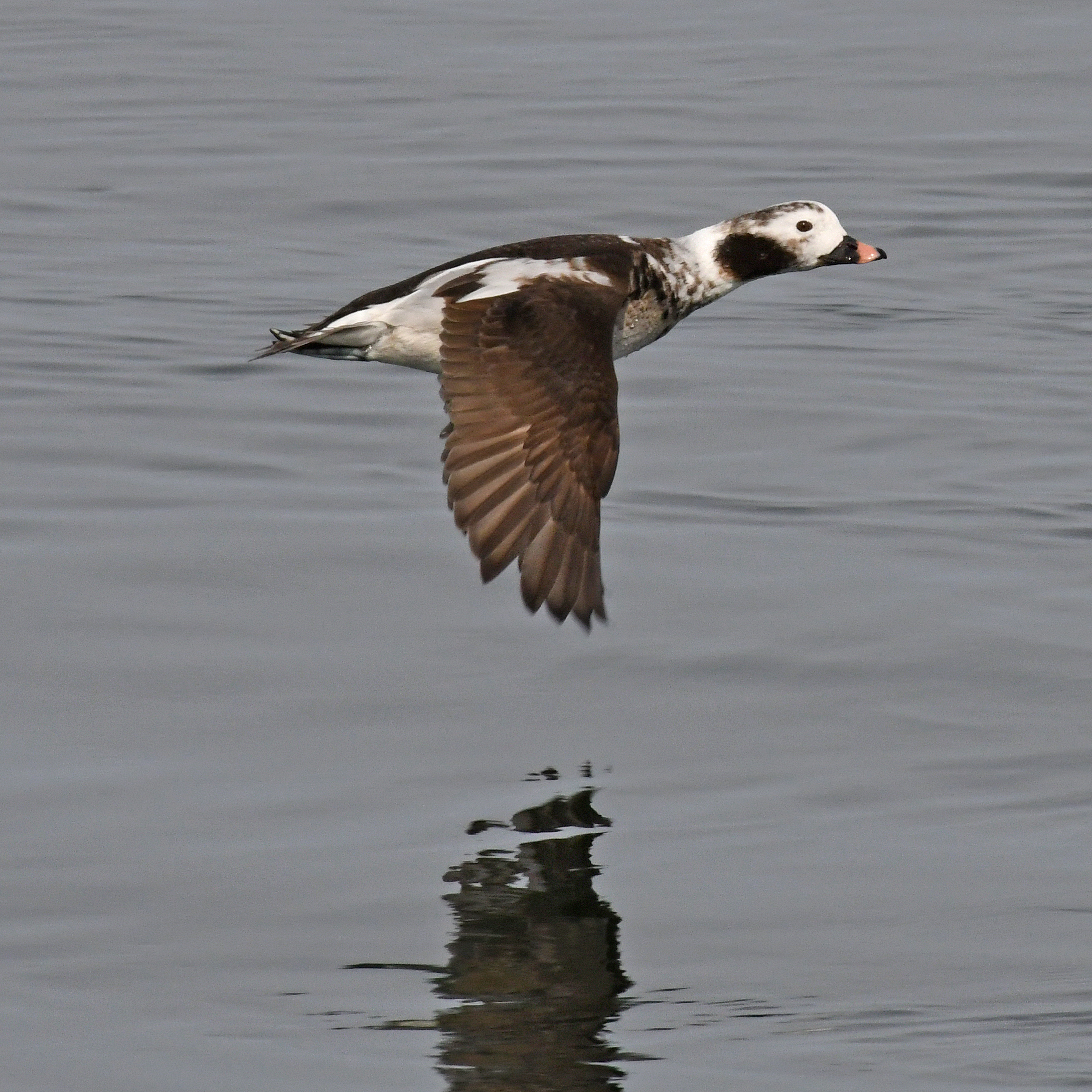
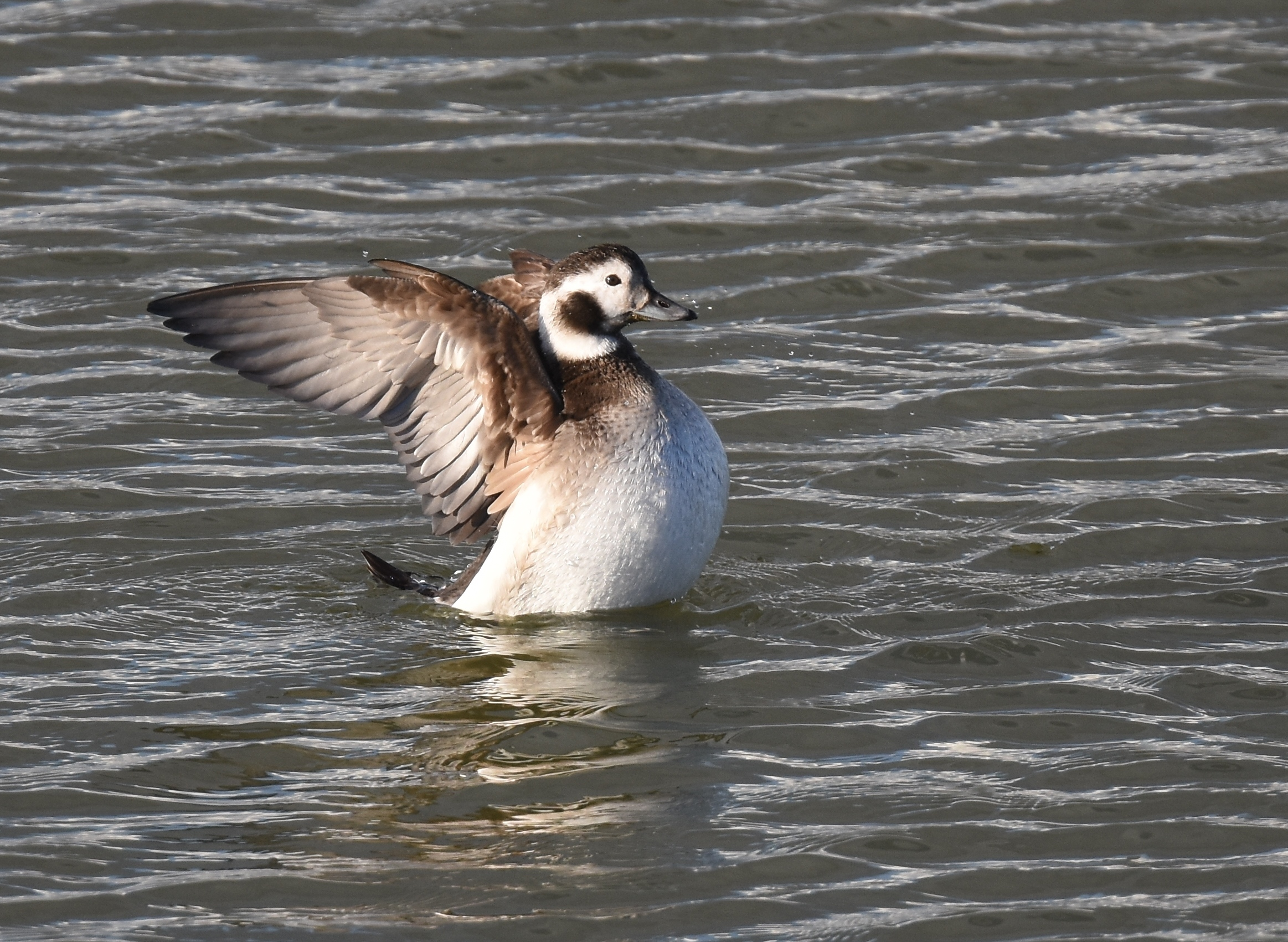
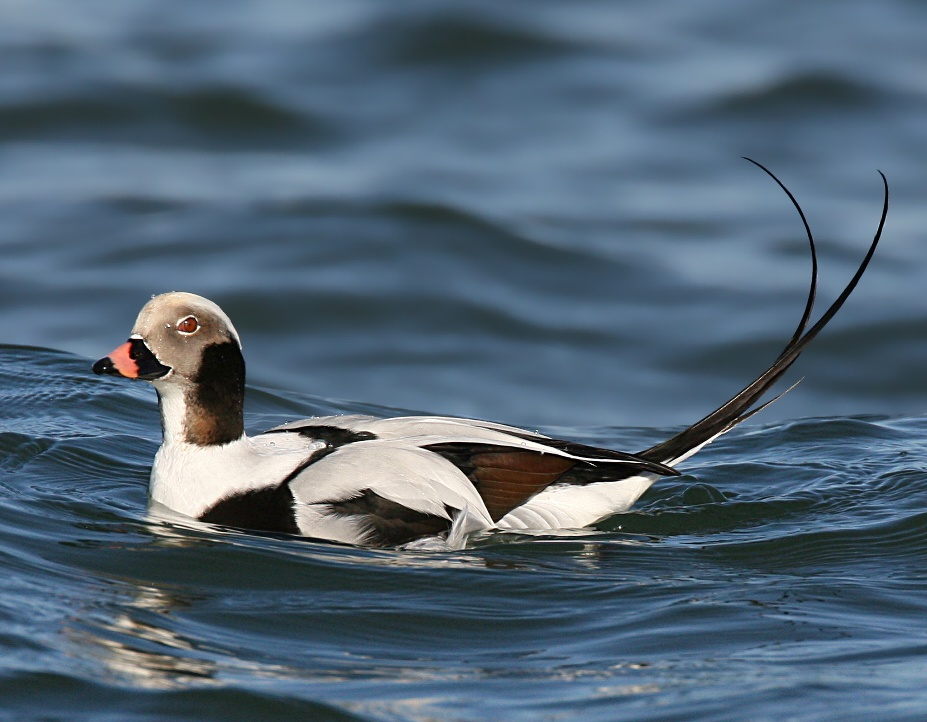